# Taim
Taim ist ein Distrikt im Munizip Rio Grande im Bundesstaat Rio Grande do Sul im Süden Brasiliens.

## Naturschutzgebiet

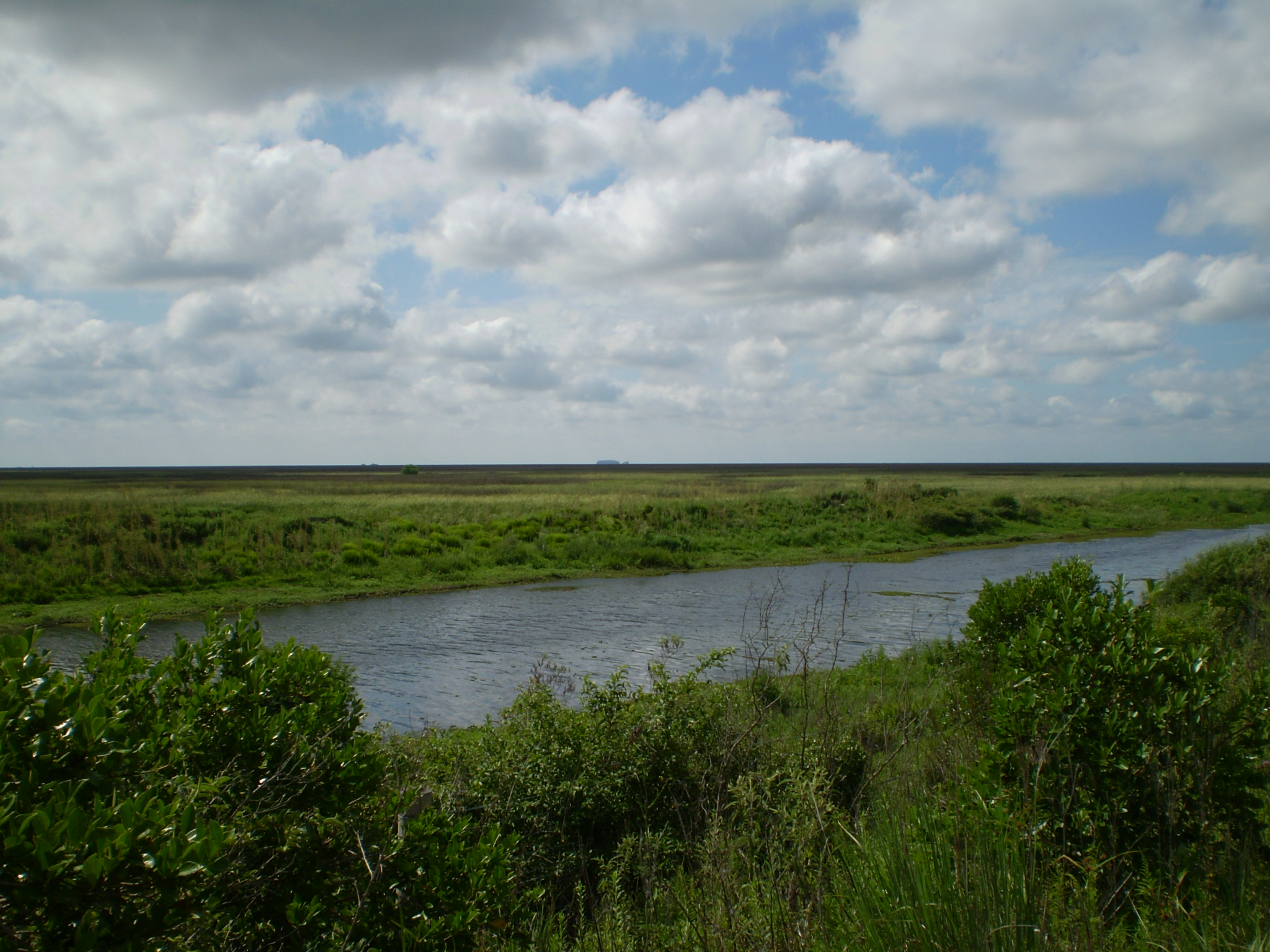
Estação Ecológica do Taim

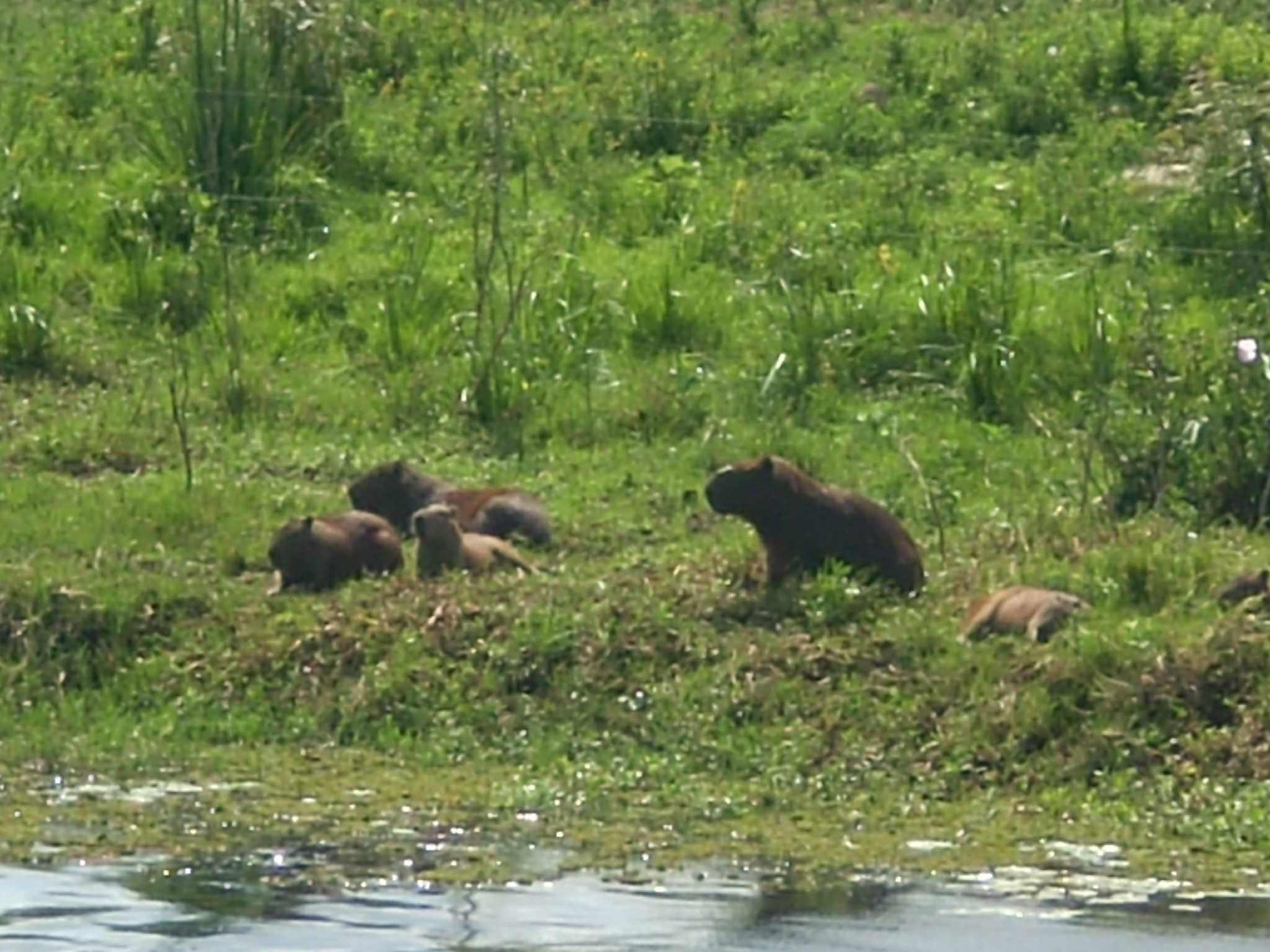
Capybaras

Das Naturschutzgebiet Estação Ecológica do Taim ist am 21. Juli 1986 eingerichtet worden. Hier werden auf 107,6463 km² im Gebiet der Munizipien Santa Vitória do Palmar und Rio Grande die ursprünglichen Ökosysteme der Küstenebene zwischen der Lagoa Mirim und dem Atlantik geschützt. Taim steht auf einer Vorschlagsliste für den Status als UNESCO-Weltnaturerbe.
Der Park befindet sich zwischen 52°26' und 53°14' West und zwischen 32°31' und 33°35' Süd, etwa 370 km südlich von Porto Alegre, durchschnitten von der Bundesstraße BR-471.⊙
Die geologisch junge Landschaft mit Feuchtgebieten, kleinen Lagunen und Dünen hat wenig Höhenunterschiede. Sie ist wichtig als Zwischenlandeplatz von Zugvögeln.
Im 19. Jahrhundert begann man in dem Gebiet mit extensiver Rinderzucht. Das Fleisch wurde für die Herstellung der Charqueadas für Pelotas verwendet.
Das Klima ist subtropisch mit einer mittleren Jahrestemperatur von 18 °C. Die Winter sind kalt und feucht, die Sommer heiß und trocken. Es wehen starke Winde.
Die Vegetation ist üppig mit Wasserpflanzen, Restinga und Sumpfwäldern (Várzeas).
Die Biodiversität ist hoch, wird aber durch den Wasserbedarf der umliegenden Landwirtschaft, durch Jagd, Fischfang, Brände und Zusammenstöße mit Fahrzeugen auf der Bundesstraße bedroht.